# Vino de Argelia

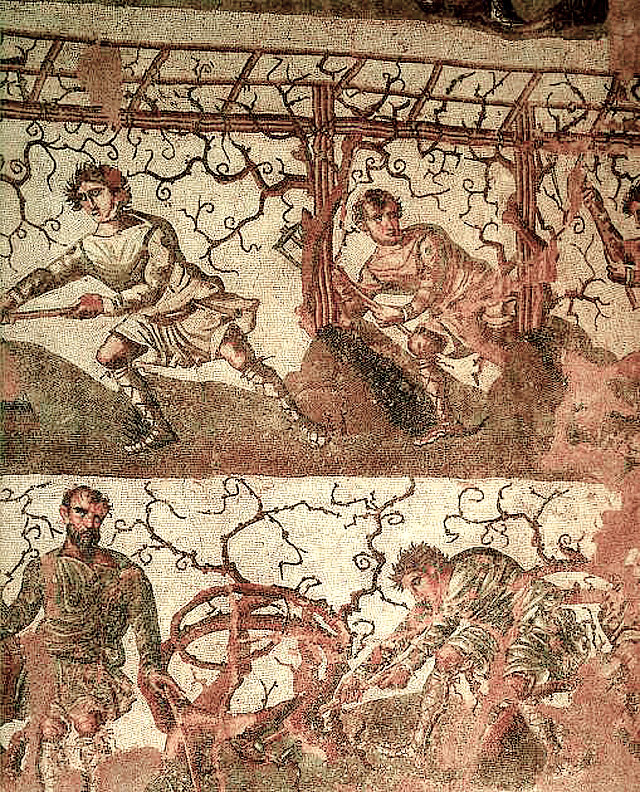
Mosaico romano - parte de una serie que representa el trabajo agrícola en Argelia. De la colección del Museo Arqueológico de Cherchel

La elaboración del vino en Argelia se remonta a la antigüedad desde los asentamiento de los fenicios, durante el período de gobierno de Cartago y la antigua Roma.
La gran producción de vino en Argelia se registró durante la Colonización francesa de Argelia entre los años 1830 hasta 1962, cuando en la primera mitad del siglo XX el área de viñedos alcanzó las 396,000 hectáreas, y la producción anual fue de 18,000,000 de hectolitros. Los precios del vino argelino en los años posteriores a la Segunda Guerra Mundial fueron más altos del mundo, pero a pesar de esto, fue el 22% de las importaciones de Francia de sus posesiones coloniales. Después de que Argelia obtuvo su independencia en 1962 y de la pérdida del principal mercado de ventas, la producción de vino cayó bruscamente, pero el país aún ocupa el segundo lugar en producción y el quinto en exportaciones de vino entre todos los países del continente africano. Argelia sigue manteniendo una industria vitivinícola con más de 70 bodegas en operación.

## Historia

### Desde la prehistoria hasta elsigloXVIII.

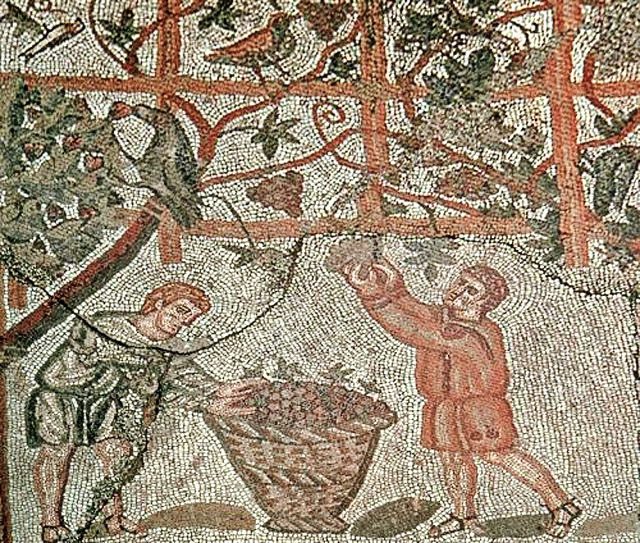
Cosecha de uvas, mosaico romano de Cherchell

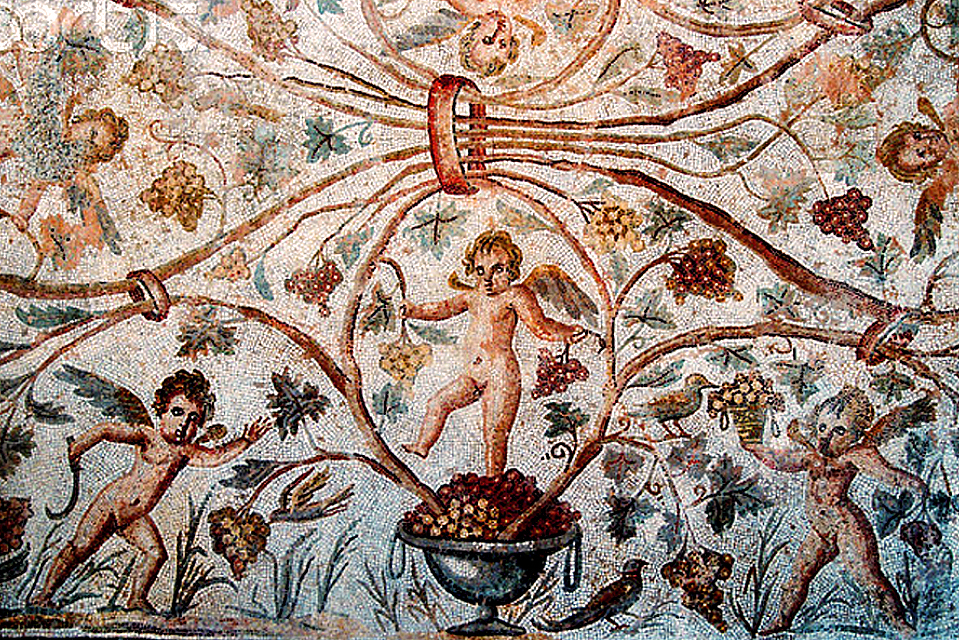
Angeles cosechando, mosaico romano del Museo de Hipona (Annaba), Argelia

Las raíces de la vinificación argelina se remontan al asentamiento de los fenicios y las influencias de la cercana Cartago. Bajo el dominio romano, la vinificación continuó hasta las conquistas musulmanas del norte de África en los siglos VII y VIII. Durante este tiempo, la industria del vino estuvo severamente limitada debido a la prohibición del alcohol bajo las leyes dietéticas islámicas. Cuando Argelia quedó bajo el dominio francés en 1830, los viñedos fueron replantados para satisfacer las necesidades de los locales, También ser daban uvas silvestres (o de bosque) en la costa argelina del mar Mediterráneo. Las uvas dieron bayas pequeñas, que fueron consumidas frescas o secas.
La conquista árabe del siglo VII tuvo un efecto negativo en la cultura vitícola de la región, socavan do la elaboración del vino como una actividad prohibida por el islam, aunque la producción de uvas de mesa continuó. Al mismo tiempo, el islam fue pobremente injertado en algunas tribus bereberes que continuaron cultivando uvas y produciendo vino. Se han conservado numerosas memorias de viajeros de este período, que indican que también se pueden encontrar vinos dulces de dátiles, miel y pasas en los bazares
Los judíos argelinos continuaron produciendo vino kosher. Cuando los españoles se establecieron en Orán, volvieron a cultivar las uvas. Los clientes de los enólogos fueron: entre ellos, jenízaros turcos, esclavos cristianos y tripulaciones de barcos mercantes europeos, sin mencionar el uso clandestino del vino por parte de los sujetos de la ciudad argelina

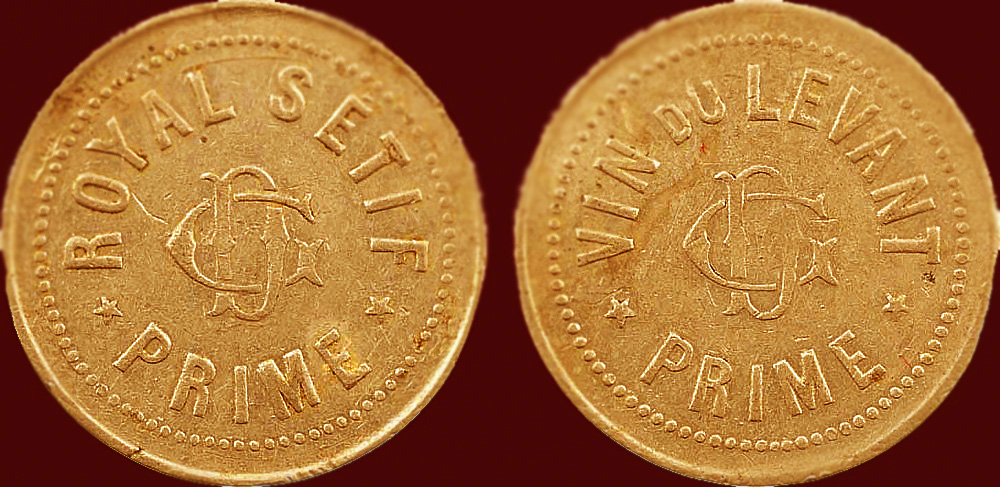
Vino de Levante, Royal Sétif alrededor de 1840

Cuando la plaga de filoxera destruyó los viñedos franceses a mediados del siglo XIX, las exportaciones de vino argelino a Francia llenaron el vacío. La afluencia de vinicultores de la región vinícola alemana de Baden trajo consigo técnicas más modernas de vinificación y ayudó a aumentar la calidad general del vino de Argelia. Incluso después de que los franceses reanudaron los niveles normales de producción de vino, el vino argelino todavía se usaba ampliamente en regiones como el Languedoc como un componente de mezcla que daba color y fuerza a los vinos. El punto álgido de la industria vinícola argelina llegó a fines de la década de 1930, cuando más de 4,000 kilómetros cuadrados (1,500 millas cuadradas) producían más 2,100 megalitros (550,000,000 galones estadounidenses) de vino.
En la década de 1950, junto con Túnez y Marruecos, el vino argelino representaba casi dos tercios del vino que se comercializaba internacionalmente. En gran medida, el vino tinto argelino se usó para mezclarlo con el vino tinto del sur de Francia, ya que el vino argelino era de color más profundo y más alto en alcohol que los vinos franceses producidos a partir de uvas Aramon. La variedad de uva dominante en Argelia en este momento era Carignan, que solo superó a Aramon en el sur de Francia en la década de 1960.

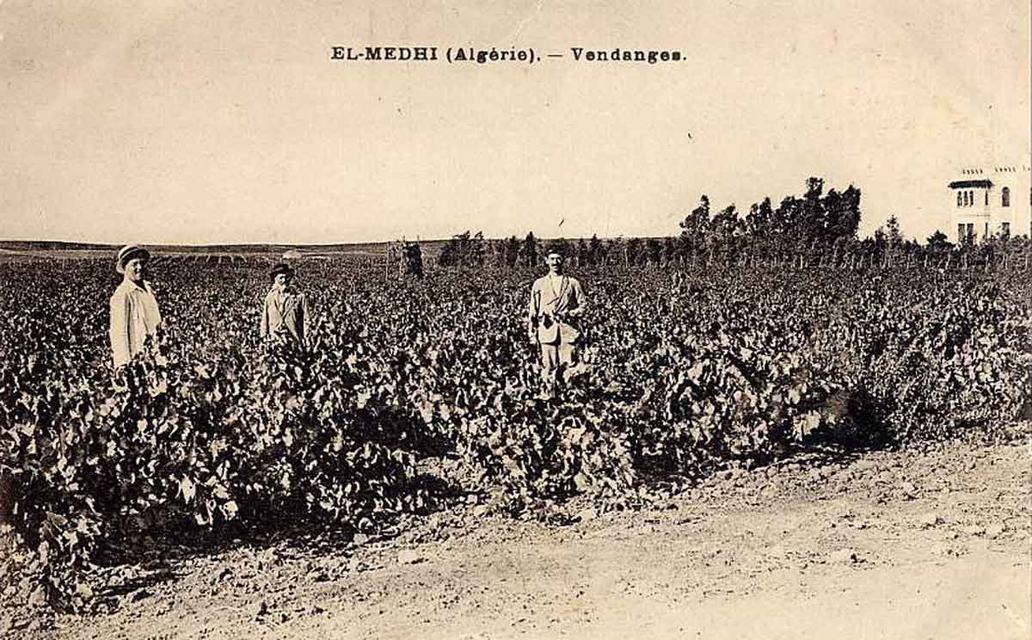
Viñedos en El Medhi

En el momento de la independencia de Argelia en 1962, más de una docena de áreas obtuvieron la Denominación de Origen Vino Delimitado de Calidad Superior por parte de los franceses. Tras la independencia, la industria del vino se vio gravemente afectada por la pérdida de los colonos franceses y el ejército francés, que proporcionó un mercado interno considerable para el vino. Francia también redujo en gran medida la cantidad de exportaciones que aceptaba, lo que obligó a las bodegas argelinas a buscar un mercado en otra parte. En 1969, la Unión Soviética acordó comprar 130 millones de galones por año hasta 1975 a precios muy por debajo del valor de mercado para los vinos. Muchos funcionarios del gobierno argelino pensaron que no era apropiado que un país islámico dependiera económicamente de la producción de alcohol y animaron a los propietarios de viñedos a convertir sus tierras en otros cultivos agrícolas como cereales o uvas de mesa. La expansión urbana en las áreas de la fértil llanura de Mitidja, redujo aún más el número de viñedos en Argelia. A comienzos del siglo XXI, se estaban realizando esfuerzos para reactivar la industria vinícola argelina, pero hasta ahora muy poco vino argelino está en el mercado internacional.

### sigloXIX.

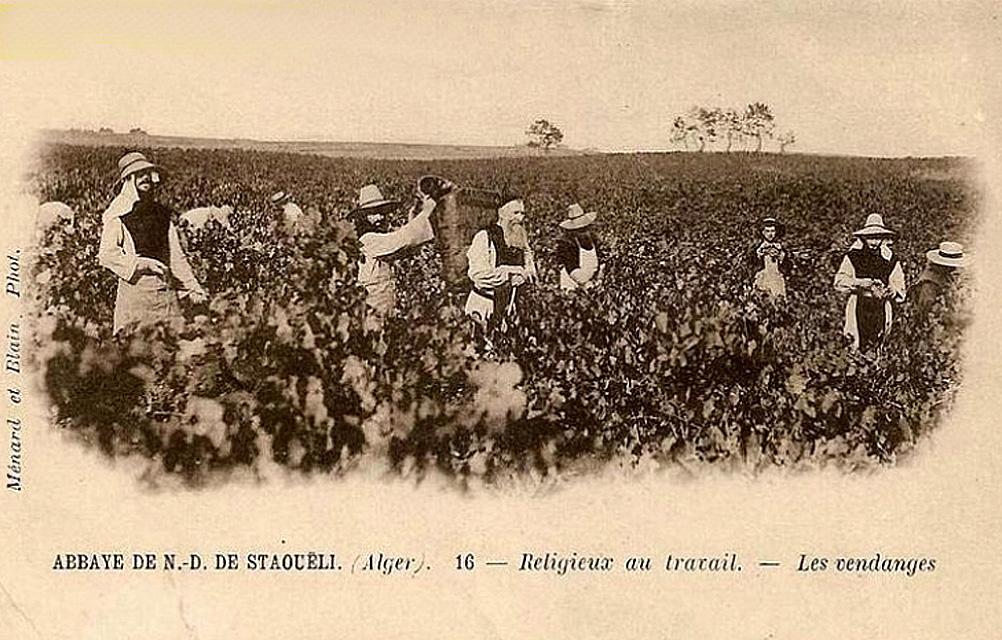
A principios del, uvas cosechadas por los monjes de la Abadía de Nuestra Señora de Staouëli en Argelia.

En 1830, antes de la invasión francesa, solo se plantaron alrededor de 2,000 hectáreas de uvas en Argelia. Los viñedos se utilizaron principalmente como separadores entre campos, y las bayas se comieron frescas o secas En 1836, el mariscal francés Bertrand Clauzel intentó establecer una producción agrícola en las cercanías de Boufarik, pero este intento fracasó debido a las hostilidades de 1839
Cuando los franceses llegaron a Argelia en 1830, introdujeron variedades como la Ugni, Cinsault, Mourvedre, Alicante Bouschet, Plante Mula y Cabernet.

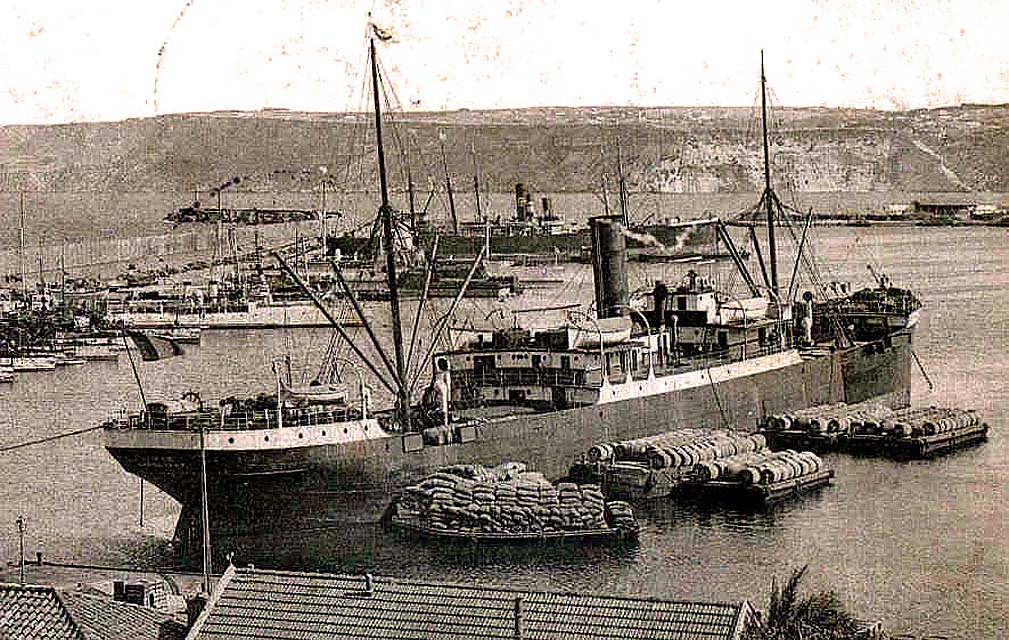
El Vesper cargando barriles de vino en 1898 en el puerto de Orán.

Los primeros colonos sembraron sus propios semillas, debido a que su producción no requería grandes inversiones, como resultado la producción obtuvo un vino simple el cual fue importado de Francia y de España. En 1841, el mariscal Byuzho, quien reemplazó a Clausel, decidió estimular su propia producción de vino y le encomendó a la Sociedad de Agricultura de Argel desarrollar un plan para el desarrollo de la viticultura.
Al principio fue complicado, en 1851,las plantas eran traídas de Francia, y se distribuían a los colonos en 41 centros para los colonos, muy pocas sobrevivieron, Sin embargo, para 1858, los viñedos ya ocupaban 4.300 hectáreas (43 km²), y para 1861 ocupaban 5500 hectáreas (55 km²) Los viñedos se ubicaron principalmente en tres provincias: Argelia 2300 hectáreas (23 km²), Orán 6370 hectáreas (6,37 km²) y Constantina 600 hectáreas (6 km²). La producción de vino tinto y blanco alcanzó los 3668 litros.
En 1861, el mariscal francés Aimable Pélissier rabrió dos granjas de vino cerca de la ciudad de Argelia, específicamente en Birkhadem y en Bir Mourad Raïs Este último comenzó a florecer y finalmente se convirtió en el viñedo más grande, ocupando un área de 6500 hectáreas (65 km²)
Poco a poco, la vinificación se extendió por todo el país y cerca de 80 productores de vino argelino se exhibieron en la Exposición Mundial de 1862 en Londres. En 1868, el cardenal Charles Martial Lavigerie estableció un viñedo en Harrach en provincia de Argel. Inicialmente, el vino producido se usaba solo para necesidades litúrgicas, pero para 1930 el volumen de producción de la granja ya había alcanzado los 5 millones de litros de vino por año, y entre el vino producido había algunas marcas famosas.

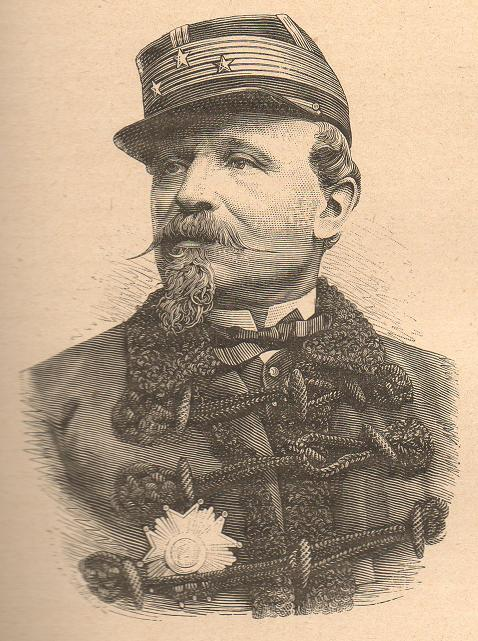
Gobernador general de Argelia, Antoine Chanzy

Desde 1875, cuando la filoxera destruyó los viñedos franceses y europeos, Argelia se convirtió en la "tierra prometida" para los enólogos. El gobernador general de Argelia, Antoine Chanzy, recibió un mensaje que decía:

Conoces la situación de la filoxera en Francia. Si Argelia tiene el deseo y el cuidado de evitarlo, entonces, pidiendo la ayuda de varios enólogos, podrá llenar las bodegas de Francia.

En la sesión del Consejo Superior de 1877, el General Chanzy hizo la siguiente declaración:

Es necesario atraer enólogos a Argelia, con la ayuda del cultivo al que están acostumbrados, a la gran parte de la población francesa, que se vio gravemente afectada por la filoxera

A partir de 1880, los viticultores de los departamentos de Herault, Gard y Aude comenzaron a llegar y establecerse en la costa noroeste del país, en Argelia. Cambiaron la faz de Argelia, plantando 125,000 hectáreas de viñedos en pocos años. Durante cien años, el vino se convirtió en la principal fuente de ingresos para Argelia, su producción fue estimulada por la ley del 11 de enero de 1851, que eximía a todos los productos de la agricultura argelina de los impuestos en la Francia metropolitana. 
El banco argelino proporcionó a los colonos los fondos necesarios para la creación de viñedos y la compra de equipos, pero el mismo banco cobró atrasos. Sin embargo, la demanda de préstamos fue tan grande que el banco no pudo proporcionarlos por completo.
Mientras tanto, la vinicultura francesa se estaba recuperando, y también se encontró filoxera en la propia Argelia. Además, los comerciantes exigían vinos de alta calidad, cuya producción aún estaba mal establecida. Todo esto llevó a una fuerte caída en el precio del vino argelino: por ejemplo, en 1885 se vendió a 10-11 francos por litro, mientras que antes el precio llegó a 35 francos.
Al mismo tiempo, el banco argelino dejó de emitir préstamos agrícolas y su director fue despedido. El nuevo director, Nelson Shieriko, dijo que los préstamos agrícolas eran "una innovación innecesariamente valiente, a veces se perdían de vista de lo que estaba permitido, quizás se olvidaron las reglas de precaución.

### Primera mitad delsigloXX.

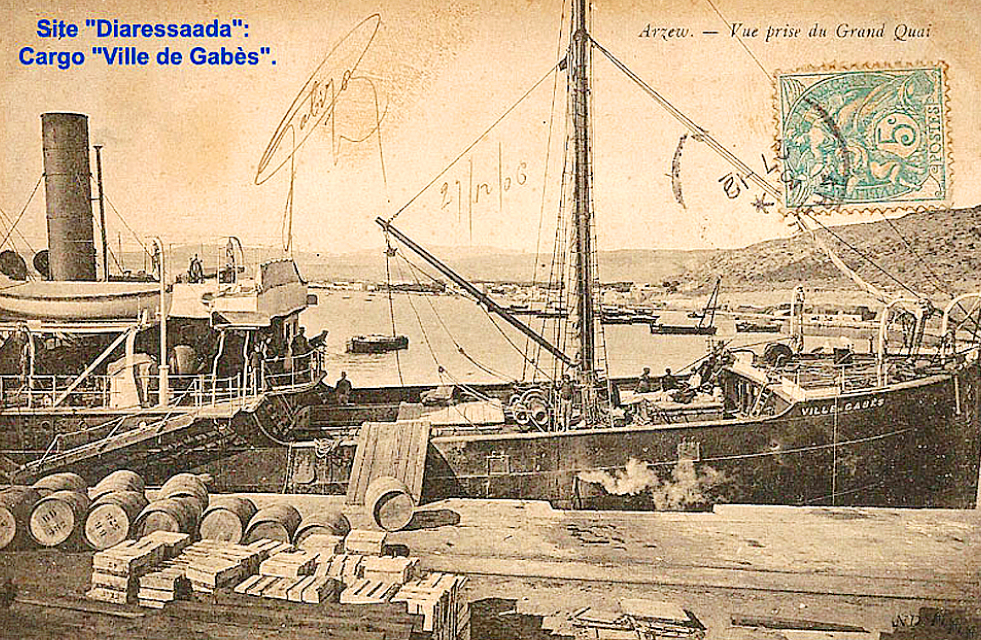
Carga de vino en barriles a un barco en puerto Arzew

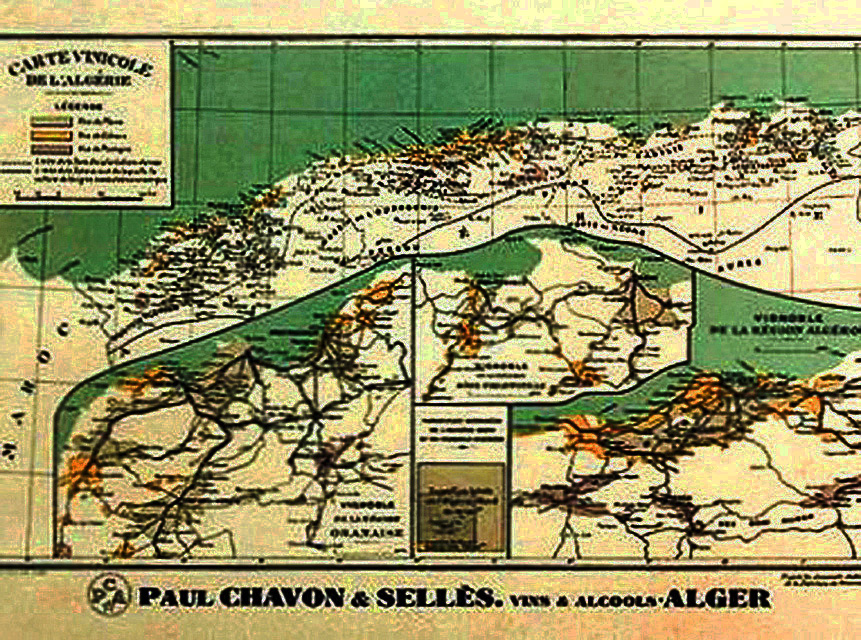
Mapa del vino de Argelia, principios de 1900

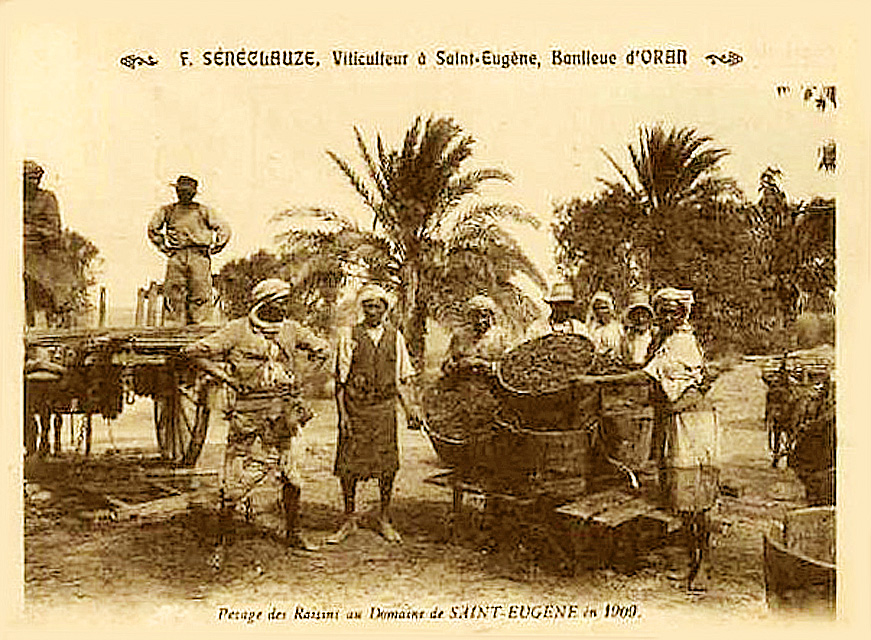
Pesas de Uvas, Orán, 1909

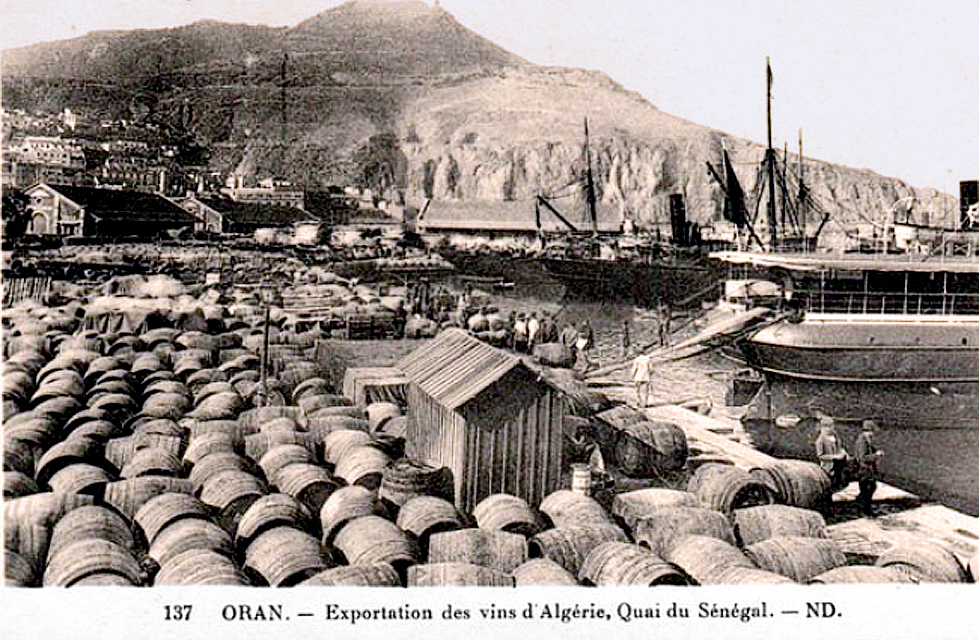
Carga de vino en barriles a un barco en puerto. Oran

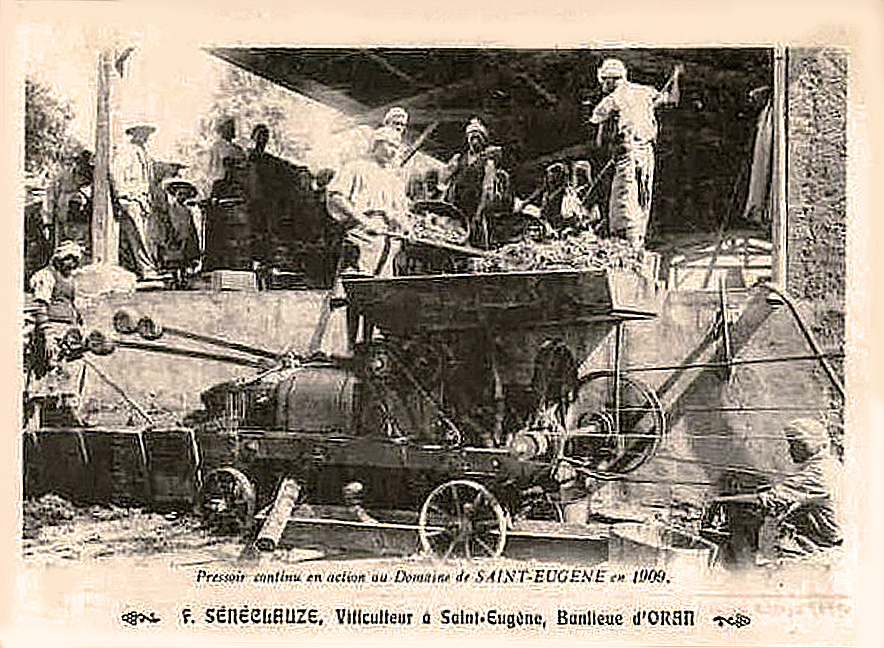
Exprimiendo uvas, Orán, 1909

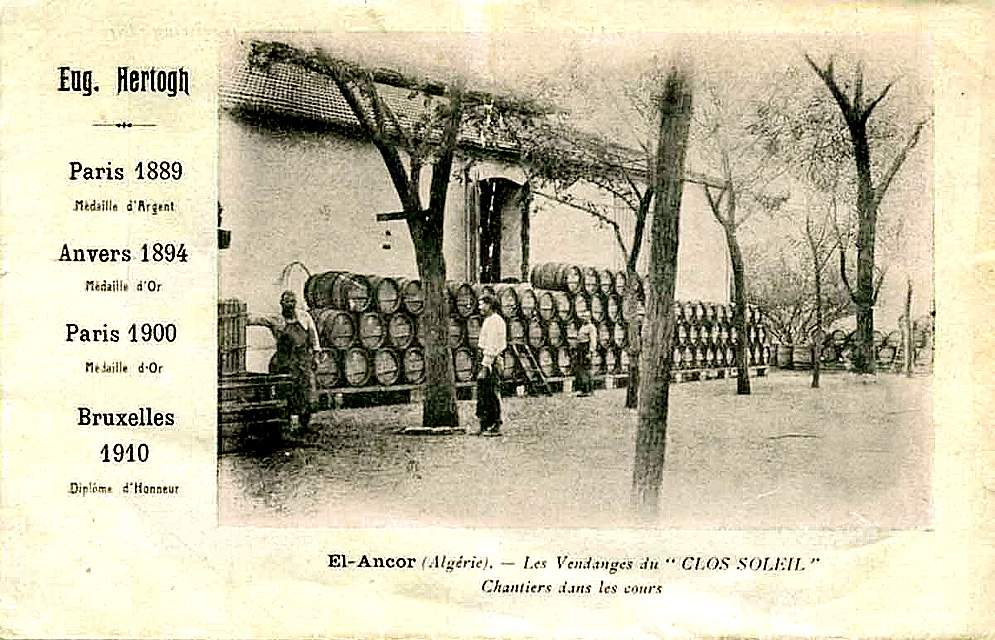
Finca vinícola “Clos-sal” El Ançor, a la izquierda - Premios de exposiciones internacionales.

El 28 de julio de 1886, se aprobó una ley en Francia que obligaba a plantar arbustos de uva injertados, lo que permitía frenar los efectos de la crisis de la filoxera. En 1903, los especialistas de las bodegas de Bercy reconocieron:

Los vinos argelinos han alcanzado la más alta calidad y, por primera vez, superan a los vinos del sur de Francia.

Para 1914, el área de viñedos en Argelia alcanzó las 150.000 hectáreas (1500 km²).  Después del final de la Primera Guerra Mundial, el área de viñedos continuó creciendo, de modo que en 1918 ocuparon  hectáreas 171.723 hectáreas (1717.23 km²). Los enólogos de la metrópolis estaban preocupados, por lo que en 1929 se redactaron dos proyectos de ley: uno para restringir las importaciones y el otro para limitar las áreas de viñedos. Estas iniciativas legislativas tuvieron el efecto contrario: los colonos argelinos comenzaron a acelerar el área de viñedos a un ritmo acelerado para poner al gobierno ante el hecho consumado.
En la competencia agrícola de 1930, el jurado admitió que no pudo distinguir algunos vinos argelinos de los mejores géneros de Burdeos. La producción cuantitativa también creció: por ejemplo, la cooperativa de vinos Bufarika produjo 6 millones de litros y planificó aumentar la producción; Las plantaciones de uva en Mitija ocupan el 100% de las tierras agrícolas. Embarcaciones cargadas de vino partieron de los puertos de Argelia y Orán sin descanso.
En 1935, el área de viñedos en Argelia era de 366.000 hectáreas (3960km²) la producción anual de vino alcanzó los 1800 millones de litros. El 98% de la producción fue exportada a la metrópolis. En 1936, el área de viñedos alcanzó su pico y ascendió a 399.447 hectáreas (3994.47km ²) . En la década de 1930, Argelia se convirtió en el cuarto productor mundial y el primer exportador mundial de vino: representó ⅔ del comercio internacional de vino (Italia representó el 7%, Francia el 4,3%, España el 3%).
En la década de 1950, la producción se estabilizó: se ocuparon 380,000 hectáreas para cultivar uvas, lo que permitió producir 16,000,000 hectolitros de vino por año. El vino era el principal producto de las exportaciones argelinas, pero también ocupaba una parte significativa de las importaciones coloniales de la metrópolis: en 1958 representaba el 22% de las importaciones totales de Francia de sus posesiones coloniales. Al mismo tiempo, el vino argelino no era en absoluto barato y sus precios superaban significativamente al nivel mundial: era un 75% más caro que el vino griego, español o portugués de calidad comparable.
En el momento de la independencia de Argelia en 1962, los viñedos ocupaban 350,000 hectáreas, la producción anual de vino oscilaba entre 14,000,000 y 18,000,000 hectolitros. Los viñedos representaron solo el 10% de las tierras agrícolas, pero dieron el 30% de los ingresos. El cultivo de uvas dio empleo a 32.140 familias.

Etiquetas de vino coloniales
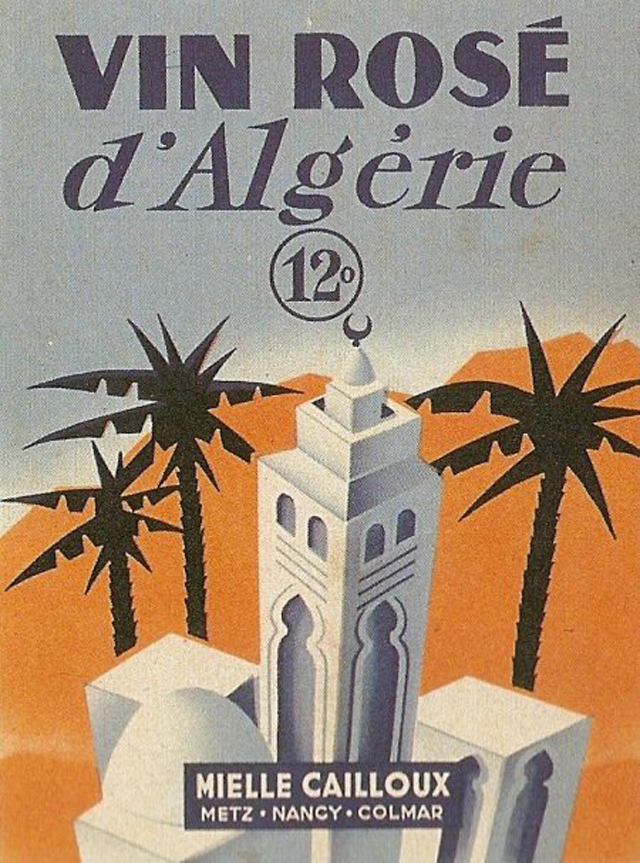
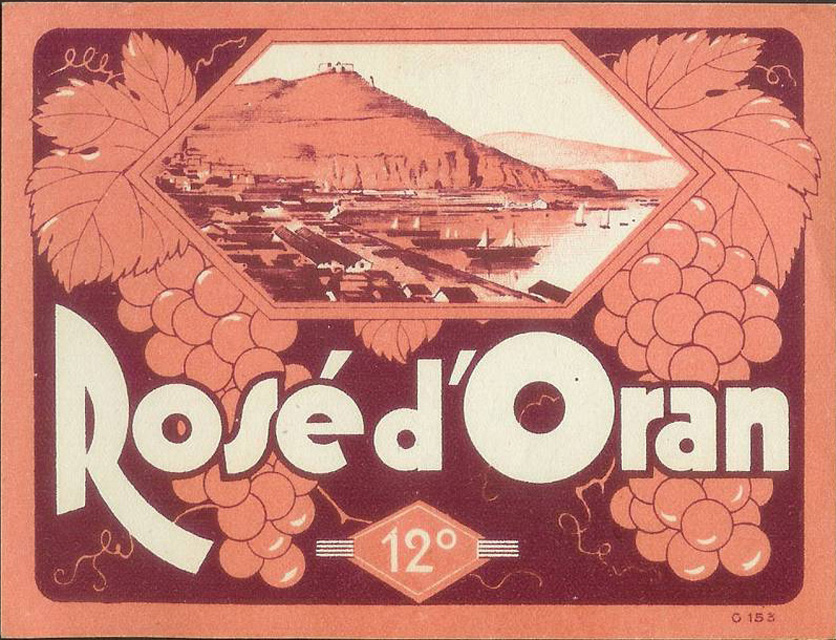
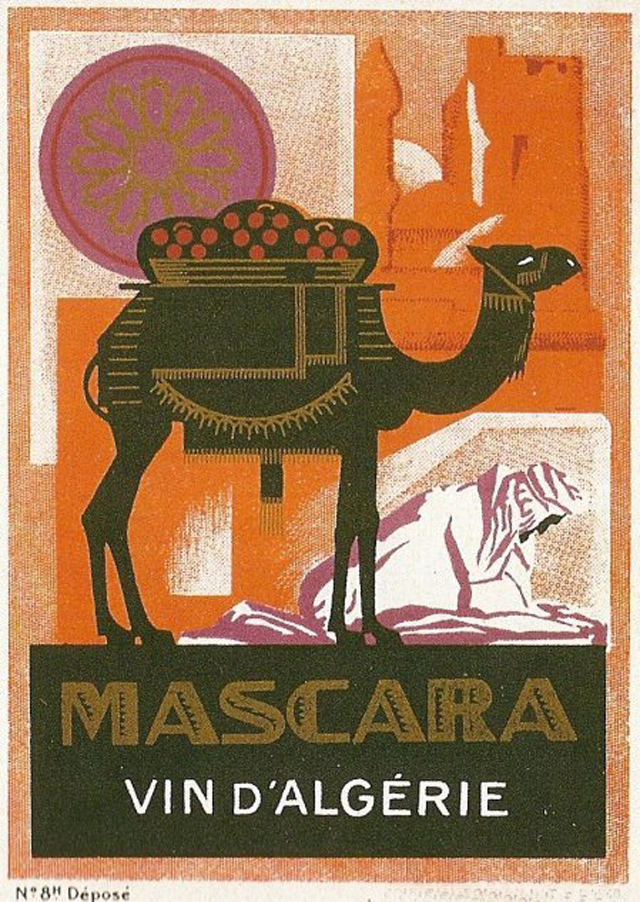
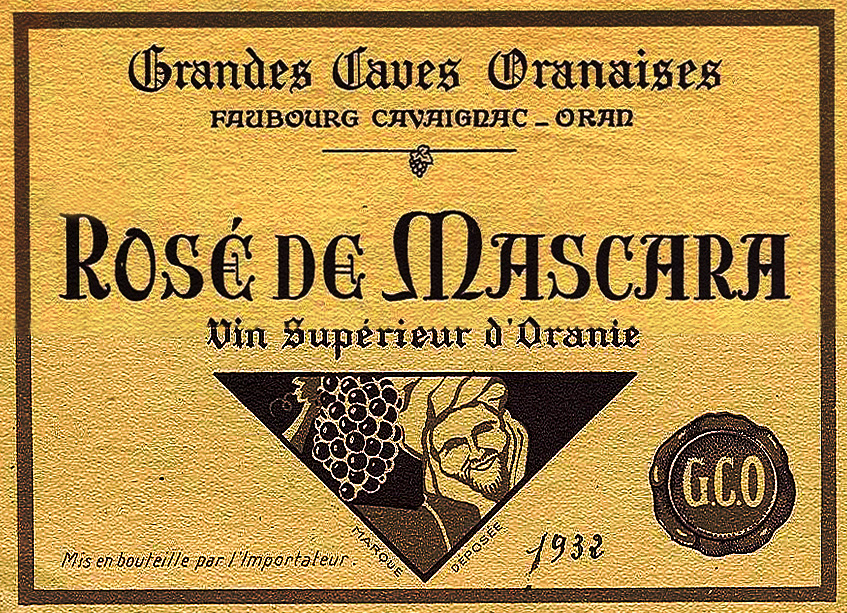
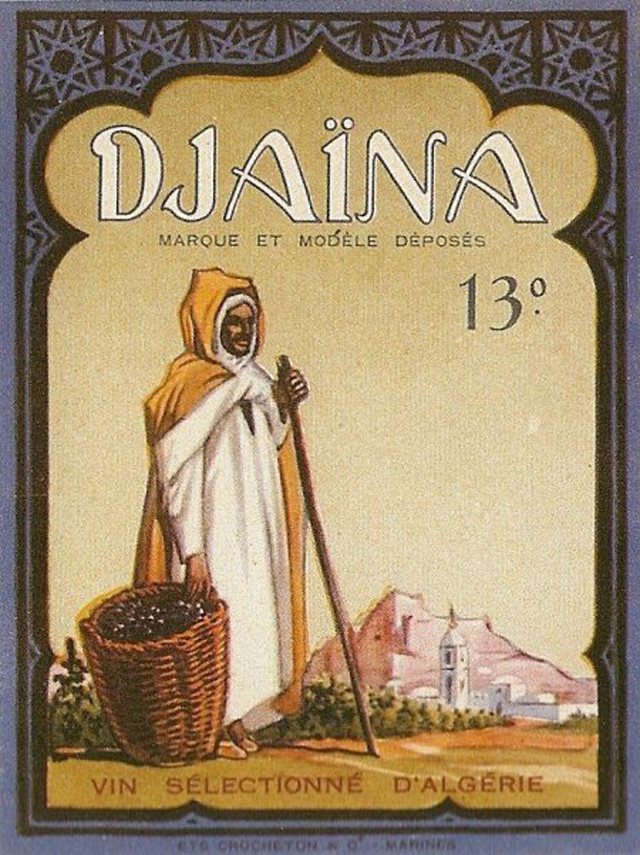

### Durante Argelia independiente
Después de que el país se independizara en 1962, comenzó una profunda crisis en la viticultura. Los franceses, los principales compradores de vinos argelinos, boicotearon la compra de vinos del norte de África, y el mercado interno estaba poco desarrollado. Argelia suministró cierta cantidad de vino a Alemania occidental y los países del Benelux, pero el volumen de estos suministros no era tan grande y no podía compensar la pérdida del mercado francés.

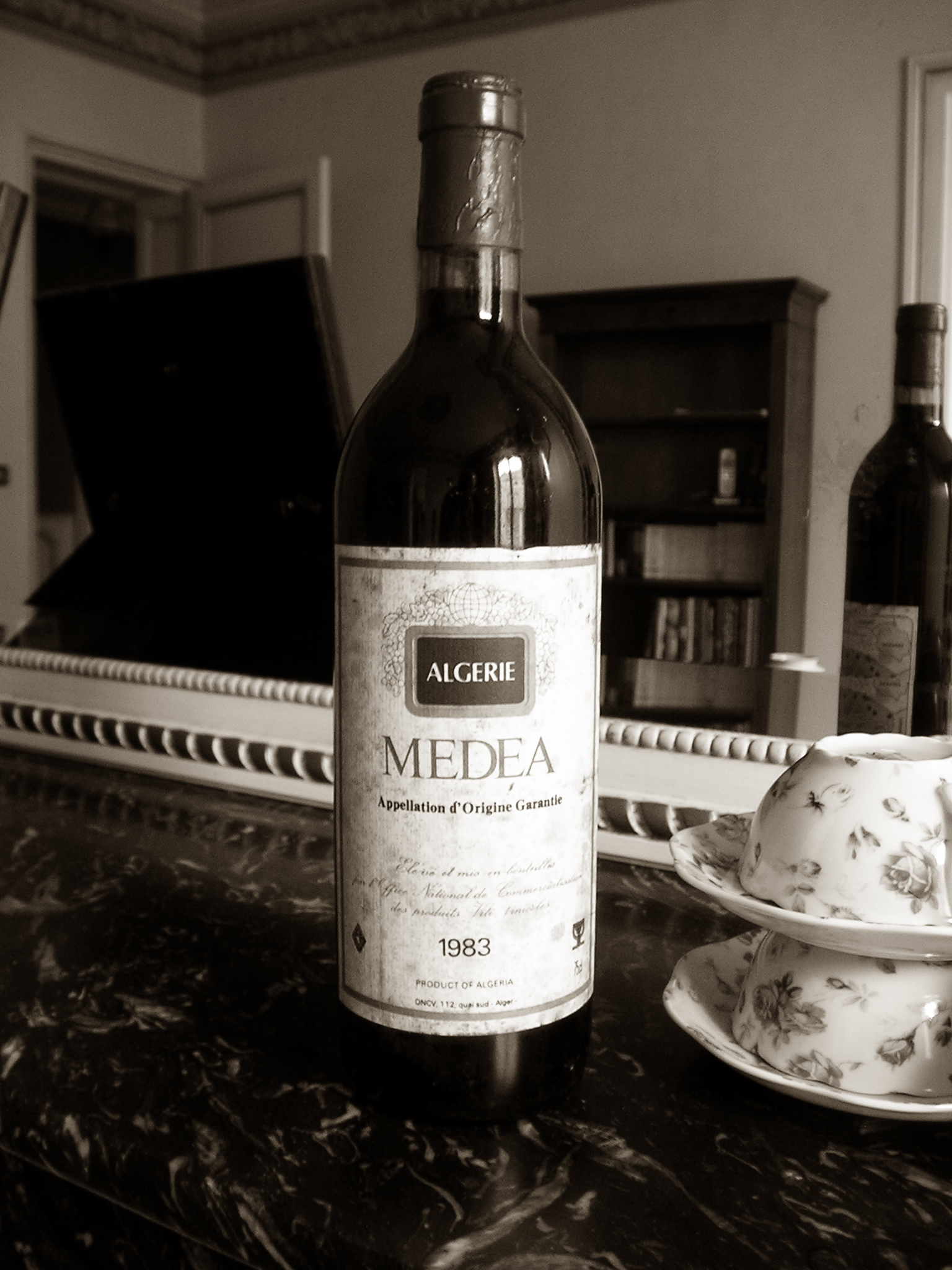
Botella de una cosecha 1983 del vino Medea (Argelia).

Esto obligó al gobierno socialista argelino a mirar hacia los países del bloque oriental. El presidente Ahmed Ben Bella apeló al “multimillonario rojo” Jean-Baptiste Doumeng quien medió la venta de vinos argelinos a países de Europa del Este. En 1968, Argelia suministró 1.000.000 hectolitros de vino a la URSS, y se firmó un acuerdo sobre el suministro de 5.000.000 hectolitros adicionales en 1969-1975. Sin embargo, el precio que la Unión Soviética acordó pagar por una botella de vino argelino fue aproximadamente la mitad del precio pagado por Francia. Además, Moscú prefería no pagar con dinero, sino suministrar productos de trueque de su propia producción. En 1971, se llevaron a cabo negociaciones adicionales sobre este asunto, pero la URSS fue inflexible. Argelia hizo intentos adicionales de suministrar vino a Checoslovaquia y Cuba, pero las negociaciones tampoco fueron rentables.
A principios de la década de 1970, estalló una crisis diplomática entre Argelia y Francia, causada por la nacionalización de la industria petrolera y gasífera del país. Francia amenazó con dejar de comprar por completo el vino argelino, que ocupó el segundo lugar entre los ingresos de divisas en el presupuesto estatal. En respuesta, el presidente argelino, Houari Boumédiène, ordenó arrancar miles de hectáreas de viñedos. La vinicultura fue declarada un "legado del colonialismo", y en una reunión del Consejo Revolucionario Supremo el 15 de julio de 1971, se decidió destruir 150,000 hectáreas de viñedos antes de finales de 1973. El desarraigo de los viñedos también condujo a una catástrofe ecológica: las colinas, no limitadas por las raíces de las uvas, comenzaron a sufrir una mayor erosión,
En la década de 1980-1990, la producción de vino continuó disminuyendo: en 1981-1985, la producción anual promedio de vino fue de 1,010,000 hectolitros, en 1986-1990 - 687,000 hectolitros, en 1991–1995 - 536,000 hectolitros, en 1996 - solo 396,000 hectolitros. En 1998, las áreas de viñedos en Mitija ascendieron a solo 56,000 hectáreas, la mayoría de las cuales se utilizaron para cultivar uvas de mesa y solo 22,000 hectáreas para las necesidades de vinificación.
En 1970, se introdujo en el país un sistema de autenticidad de origen, llamado A. O. G. (fr. Appellation d'Origine Garantie, similar al francés A. O. C.). De todos los viñedos, se aislaron 7 regiones, cuyos vinos recibieron el derecho de etiquetado especial confirmando la región de origen.

## Estado del arte

### Autenticación de origen
Simultáneamente con la derrota de la industria emprendida en la década de 1970 y, a pesar de ello, se tomaron medidas para promover el vino argelino como un producto de alta calidad. A pesar de las áreas de viñedos radicalmente reducidas, las plantaciones al contado se mantuvieron en toda la costa mediterránea del país. En 1970, se introdujo en el país un sistema de autenticidad de origen, llamado A. O. G. (fr. Appellation d'Origine Garantie, similar al francés A. O. C.). De todos los viñedos, se aislaron 7 regiones, cuyos vinos recibieron, el 1 de diciembre de ese año, el derecho de etiquetado especial confirmando la región de origen. A nivel internacional, dichas denominaciones recibieron registro, conforme al sistema de Lisboa, ante la Organización Mundial de la Propiedad Intelectual, en 1973. En cuanto a las variedades destacan en las tintas la Alicante Bouschet, Grenache, Cinsavet, Mourvedre, Cabernet Sauvignon, Merlot y Cavignan y en blancas la Ugni Blanc, Muscata, Pedro Ximénez, Merseguera, Torouine, Farranah y Chardonnay.
 Aïn Bessem  los viñedos se encuentran en el valle, en suelos arenosos y limosos. Produce vinos tintos y rosados. Su denominación de origen está vinculada al territorio de los municipios de Aïn Bessem, Bir Ghbalou y El Hachimia de la wilaya de Medea, y territorio de los municipios de Bechloul, Bouira y Haizer de la wilaya de Tizi Uzu.
 Dahra (Dahra): viñedos en las laderas de las montañas de las colinas cercanas al mar Mediterráneo a una altitud de 100 a 400 metros, en suelos arenosos con una base de piedra caliza. Producido vino tinto y rosado. Las bodegas Château Tajna están ubicadas en un área de 300 hectáreas y el área de Domaine de Khadra de 400 hectáreas. Otras marcas conocidas son el vino tinto Fleur d'Aboukir Esta denominación de origen está vinculada al territorio de los municipios de Taougrite, Aïn Merane, Sidi M'Hamed Ben Ali, Khedra, Achaacha, Mazouna y Ouarizane.
 Coto du Zaccar (Coteaux du Zaccar) viñedos en la ladera sureste de la cordillera Jebel Gerbi a una altitud de 600 a 800 metros. Suelos rojos y grises compuestos de arcilla, pizarra y arena de cal. Producido vino tinto y rosado. Bodegas famosas incluyen Château Romain, con una superficie de 380 hectáreas Esta denominación de origen se encuentra vinculada al territorio del municipio de Miliana.
 Coto de Mascara (Coteaux de Mascara) viñedos en las laderas de la cordillera Beni-Shugran a una altitud de 500 a 950 metros, el área total de 3000 hectáreas. El clima con bajas temperaturas estacionales es un invierno frío y nevoso y un verano muy caluroso. Suelos rojizos limo-arcilloso-arenosos. Producido vino tinto, rosado y blanco. Bodegas famosas incluyen el área de Château Beni Chougrane de 400 hectáreas y el área de Domaine de El Bordj de 250 hectáreas. Otras marcas famosas incluyen Koutoubia y Fares.
 Coto de Tlemcen (Coteaux de Tlemcen) viñedos en las laderas de las montañas de la cordillera Tlemcen a una altitud de 600 a 800 metros, el área total de 1500 hectáreas. El clima es seco y fresco. El suelo es arcilloso, con una base de cal. Producido vino tinto, rosado y blanco con sabor afrutado. Bodegas famosas incluyen el Château Mansourah con un área de 250 hectáreas y el Domaine de Sebra con un área de 385 hectáreas. Domaine de Djedel zona de 350 hectáreas. Entre otras marcas famosas: Tlemcen, Bréa. La denominación de origen está vinculada las municipalidades de Tlemcen y Hennaya en la wilaya de Tlemcen.
 Medea (Médéa) viñedos principalmente en las laderas de las montañas de Tell-Atlas a una altitud de 950 a 1200 metros, pero algunos se encuentran en los valles altos. Los suelos son arcillosos-limosos-arenosos. Producido vino tinto, rosado, gris y blanco. Bodegas famosas incluyen Château Tellag con un área de 532 hectáreas y Domaine de Djedel con un área de 350 hectáreas. Entre otras marcas famosas: Damiette, Benchicao La denominación de origen está vinculada las municipalidades de Médéa, Ouzera, Ouled Brahim y Sidi-Mahjoub de la wilaya de Medea.
 Monts du Tessalah (Monts du Tessalah) viñedos en las laderas de las montañas de la cordillera Tessala, a una altura promedio de 600 metros. Clima continental. Suelos silíceos y calcáreos. Se producen vinos tintos y rosados, entre las marcas conocidas están Saint-Augustin.

### Producción y exportación
La base de la vinificación argelina es el sector público. La participación del monopolio estatal "National Wine Trade Bureau" establecida en 1968 (fr. Office national of tradeization des produits vinicoles) en 2010 representó el 65% de la producción y casi el 100% de las exportaciones de vino. El 35% restante de la producción correspondió a cuatro empresas privadas establecidas en la década de 2000, todas ellas ubicadas en el noroeste del país. Los más grandes de ellos son la Sociedad de Grandes Crus de l'Ouest (Sociedad del Gran Crucero Occidental) y Les vignobles de l’Oranie (los viñedos de Orania) ubicados en Orán. A diferencia de la producción de vino, las uvas se cultivan principalmente en pequeñas granjas privadas, de las cuales hay alrededor de 3.000 en el país. El crecimiento anual en la producción de vino es del 10%.
Entre las variedades cultivadas, predominan las variedades negras alcohólicas masivas, como Karinyans, Grenache y Senso. De las variedades blancas dominadas por Uni Blanc y Clairette. En los últimos años, también se han comenzado a cultivar variedades más refinadas, como la cabernet sauvignon y el merlot.
Según la Organización Internacional de Viticultura y Vinicultura para 2015, los viñedos en Argelia ocupaban 77,000 hectáreas, el país producía 627,000 hectolitros de vino por año, de los cuales 610,000 hectolitros para consumo interno. Solo se exportaron 7,000 hectolitros, lo que, sin embargo, permitió que el país fuera el productor número 2 y el exportador número 5 en África. Sin embargo, el retraso en la producción del productor y exportador n.º 1 del continente, la República de Sudáfrica (donde se produjeron 9,726,000 hectolitros de vino por año Fue más de 15 veces. También debe tenerse en cuenta que en la época colonial, la Argelia francesa cultivaba uvas por 380,000 hectáreas, de las cuales 18,000,000 hectolitros de vino se producían anualmente.